# 鈴木清延
鈴木 清延（すずき きよのぶ、 1914年（大正3年）2月5日 - 1942年（昭和17年）10月26日）は、日本の海軍軍人。第二次世界大戦中には日本海軍航空隊に所属する撃墜王の1人としてその名を知られた。公式の撃墜記録は9機。最終階級は一飛曹、死後特進で飛曹長。

## 生涯
1933年（昭和8年）、海兵団に入団、機関兵となる。1935年（昭和10年）2月、第28期操縦練習生となる。同期生に羽切松雄。8月卒業し、戦闘機搭乗員となる。大村海軍航空隊を経て鹿屋空に転じ、日中戦争を迎える。台北に進出し、1937年（昭和17年）10月末には第十三航空隊に配属され、上海公大飛行場に配置された。
12月2日、南京空襲に参加。南郷茂章大尉の艦戦隊（96式艦戦6機）の2小隊3番機として参加し、ソ連空軍志願隊のI-16 20機と交戦、2機（うち不確実1）を報告。部隊感状を授与される。
翌1938年（昭和13年）2月25日、南昌爆撃の96式陸上攻撃機35機編隊の掩護任務で出撃。戦闘機隊第1中隊指揮官・田熊繁雄大尉の2番機となる。迎撃に上がった中ソ連合部隊のI-15、I-1630機あまりと交戦し、I-15 1機を撃墜したが被弾し右上腕部貫通の負傷、また田熊大尉が未帰還になる。
3月、陸攻隊改編のため第十二航空隊に転ずる。以降数度の空戦に参加し、下士官では異例の功五級金鵄勲章を授与されるが、この間の個人戦果は不明。9月に本土に帰還し、佐伯海軍航空隊、大村海軍航空隊教官。
1941年10月、空母「加賀」艦載部隊となり、12月8日の真珠湾攻撃には第二次攻撃隊制空隊の小隊長として参加。飛行場を銃撃したが爆煙のため戦果は確認できなかった。
ダーウィン攻撃参加のち、17年6月のミッドウェー海戦に参加、5日朝のミッドウェー島攻撃隊制空隊の一員として中隊共同12機撃墜を報告。その後も二度にわたり母艦直衛にあたり、小隊共同で雷撃機、爆撃機合計14機を撃墜するも、加賀が撃沈したため夕方不時着水して駆逐艦「萩風」に救助された。
本土帰還後、空母「隼鷹」艦載部隊の一員となる。1942年10月26日、参加した南太平洋海戦にて第2次攻撃隊の直衛として米空母攻撃に向かったまま未帰還となり、戦死認定された。